# Gara (Ungheria)
Gara è un comune dell'Ungheria di 2 686 abitanti (dati 2005). È situato nella contea di Bács-Kiskun.

## Storia
Il comune è menzionato per la prima volta nel 1290. Il nome deriva da una parola slava che significa "collina" (il sito originale è su una collina che dista 4 km dal comune attuale).
Durante l'occupazione ottomana risultano 25 case e Gara fu in seguito distrutto e ricostruito durante il regno d'Ungheria. Nel 1734 si insediarono anche un gruppo di tedeschi.